# Apatetris mediterranella
Apatetris mediterranella is een nachtvlinder uit de familie Gelechiidae, de tastermotten.
De spanwijdte is 8 tot 10 millimeter.
De soort komt voor in Frankrijk, inclusief Corsica, en Italië.